# 卡路里 (歌曲)
《卡路里》是中国女子组合火箭少女101的歌曲，喜剧电影《西虹市首富》中的插曲，于2018年7月26日发行。本歌曲由李聪和彭飞共同创作。本歌曲是火箭少女101继成团曲《Rocket Girls》之后发行的首支单曲。本歌曲发行后空降中国《公告牌》V榜第一名。

## 发行
2018年7月19日，电影《西虹市首富》的官方微博分享了一张宣传图，图中饰演“王多鱼”的沈腾怀抱印有火箭少女101标志的火箭。7月20日，电影官方微博公布了组合为电影献唱的插曲。7月25日，火箭少女101在Youtube上分享了一段音乐视频片段。7月26日，歌曲与音乐视频一并发行。

## 创作
《卡路里》拥有活泼动感的曲风和简单轻快的旋律，其歌词具有写实风格。编曲彭飞认为这是一首“运动感的，俏皮的，女性化的，贴近生活的又略有些毒性的”歌曲。歌词讲述了少女为了甩掉卡路里而所做的种种努力的故事。据词作者李聪老师透露：“歌曲之所以命名为《卡路里》是因为‘卡路里’这三个字念起来非常有跳跃感，很有魔性。这种‘我又想吃东西，但是我还是很努力’的状态，是每个人都会有的共同心理映射。但这种需要减肥的普通人的心情、这种努力拼搏的状态，是歌曲和演唱者之间的一个契合点。”

## 打榜
《卡路里》在发行第一周空降中国《公告牌》V榜榜首，持续九周位于前十位，然后跌出榜单。以及空降QQ音乐内地巅峰榜第二位，热歌巅峰榜第九位。在第二周在热歌巅峰榜升至最高第三位。

## 音乐视频
《卡路里》的音乐视频是由李璇执导，SDT的Mickey负责编舞。视频与歌曲一并发行。

## 趣闻
杨超越在录制《卡路里》时因为唱功极差，演唱一直不符合录音师的标准，最终录音师无奈地让她以自己的方式把“燃烧我的卡路里”这一句歌词喊出来即可，却没想到这首歌曲爆红网络。Sunnee笑称，没人记得她那天唱了几万字的说唱，杨超越只唱了一句“燃烧我的卡路里”就爆红了。

## 爭議
《卡路里》旋律被網友認為和王蓉的《要抱抱》極為相似，MV構圖與鏡位也和SAINT MOTEL《Move》類似。

## 名单
整理自QQ音乐。
录制
- RMB Studio – 录音室
- BIG.J Studio – 混音室

名单
- 李聪 – 作词
- Akiyama Sayuri – 作曲
- 彭飞 – 编曲，制作
- 郭一凡 – 吉他
- 刘鑫磊 – 录音师
- 赵靖 – 混音师
- 高航 – 监制
- 奔跑怪物 – 企划营销
- 哇唧唧哇 – 首席运营

## 榜单
| 榜单（2018年）                   | 最高 排名 |
| -------------------------------- | --------- |
| 中国数字歌曲（QQ音乐热歌巅峰榜） | 3         |
| 中国数字歌曲（QQ音乐内地巅峰榜） | 2         |
| 中国数字歌曲（由你音乐榜）       | 2         |
| 中国数字歌曲（《公告牌》）       | 1         |